# Автомагістраль А63 (Франція)
Автомагістраль A63 — це автомагістраль на південному заході Франції, що з’єднує Бордо (від розв’язки 15 Рокади) до кордону з Іспанією та Країною Басків через іспанську Автомагістраль AP-8. Автомагістраль не є спеціально побудованим маршрутом, а є модернізацією колишньої RN10, яка стала повністю платною дорогою та більше не існує на південь від Бордо. Автомагістраль перетинає Ле-Ланд (болотиста місцевість) як дорога з подвійним рухом.

## Маршрут
A63 з'єднує кордон з Іспанією в Біріату (поруч з Андаєм) на південній околиці Ланд (департаменту) у напрямку до Бордо, якого досягає на розв'язці 15 рокада.
Він є частиною Autoroute des Estuaires і використовується вантажівками з усієї Європи, що прямують до Піренейського півострова. Крім того, дорога з’єднана в Байонні з A64 до По, Тарба та Тулузи.
Північна ділянка має перехрестя з A660.

## Історія
- A63 експлуатувався компанією Autoroute Company de la Cote Basque (ACOBA) у 1984 році.
- Першою ділянкою, яка була відкрита, була об’їзна дорога Сен-Жан-де-Люз у 1972 році.
- ACOBA була інтегрована в ASF.